# Cetopsis motatanensis
Cetopsis motatanensis és una espècie de peix de la família dels cetòpsids i de l'ordre dels siluriformes.

## Morfologia
- Els mascles poden assolir 15,5 cm de longitud total.[6][7]

## Hàbitat
És un peix d'aigua dolça i de clima tropical.

## Distribució geogràfica
Es troba a Sud-amèrica: conca del llac Maracaibo.